# Acacia anarthros
Acacia anarthros é uma espécie de leguminosa do gênero Acacia, pertencente à família Fabaceae.